# Маццо-ди-Вальтеллина
Ма́ццо-ди-Вальтелли́на (итал. Mazzo di Valtellina) — коммуна в Италии, в провинции Сондрио области Ломбардия.
Население составляет 1071 человек (2008 г.), плотность населения составляет 71 чел./км². Занимает площадь 15 км². Почтовый индекс — 23030. Телефонный код — 0342.
Покровителем коммуны почитается святой первомученик Стефан, празднование 26 декабря.

## Демография
Динамика населения:

## Администрация коммуны
- Официальный сайт: http://www.comune.mazzo.so.it/